# Associazione Sportiva Bari 1967-1968
Questa voce raccoglie le informazioni riguardanti l'Associazione Sportiva Bari nelle competizioni ufficiali della stagione 1967-1968.

## Stagione
In osservanza di una legge sulle società di calcio maschile emanata nel settembre 1966, nell'estate 1967 l'Associazione Sportiva Bari, ora in Serie B, si costituisce in società per azioni.
In agosto, l'allenatore Toneatto è in Inghilterra a frequentare uno stage, quindi il presidente De Palo cura in gran parte da solo il calciomercato. Il portiere Lonardi, Buccione e Carrano sono ceduti per screzi avuti con il tecnico friulano assieme ad altri due elementi; fra i loro sostituiti vi sono il difensore Giancarlo Vasini, che ha militato in massima serie con il Brescia, e in prestito, il portiere Claudio Mantovani, riserva del Milan. Quest'ultimo dichiara da subito la sua contrarietà a passare alla squadra biancorossa.

La punta Lucio Mujesan, diversi club di massima serie s'interessarono a lui.

 I pugliesi iniziano il campionato a fasi alterne: dopo l'iniziale sconfitta 2-1 contro il Padova all'Appiani, raccolgono cinque punti nelle restanti sette partite vincendo due volte, toccando il fondo della classifica. In questa fase Bruschettini subisce la frattura del perone e la distorsione della caviglia, poi rimanendo fermo per quattro mesi, e restano al pari indisponibili altri calciatori lasciando la rosa biancorossa in deficit di alcuni componenti. Le prestazioni del portiere Mantovani, spesso viziate da errori e inefficienze, hanno fatto molto discutere. Dopo essere stato sostituito in quinta e sesta giornata dal giovane Colombo, il milanista è stato riproposto in casa contro la Reggina (che ha vinto l'incontro 1-2), ma ancora la sua condotta è stata mal giudicata e ha  irritato oltremodo il pubblico locale; Toneatto non l'ha più schierato titolare. Nel mercato di riparazione si completa meglio la rosa. Fra i movimenti, Mantovani è restituito al Milan e sostituito con il pari, sponda nerazzurra, Ferdinando Miniussi; presi inoltre rispettivamente da Fiorentina e Bologna il terzino Marcello Diomedi e il centrocampista Manlio Muccini.
Dopo aver superato i primi tre turni di Coppa Italia fra settembre e novembre al confronto con altre squadre cadette, il 17 gennaio il Bari viene eliminato ai quarti di finale dal Milan, dopo aver pareggiato 1-1 al della Vittoria e perso 4-1 al Meazza, al ritorno.
Con il 4-0 fra le mura amiche ai danni della Reggiana in 9ª giornata, i galletti migliorano progressivamente il rendimento, scalando posizioni in classifica e arrivando, nel girone di ritorno, a insidiarne le prime posizioni, utili alla promozione in massima serie. Si rivela proficuo il binomio d'attacco, composto da Mujesan e Galletti, ribattezzati dalla stampa locale "i gemelli del gol" (nella prima giornata di ritorno in casa contro il Padova, battuto 2-0, Mujesan mise a segno la prima rete tirando quasi da fondo campo, con la palla che entrò in porta poco sotto l'incrocio dei pali). L'undici di Toneatto, a partire dalla succitata nona giornata conseguirà fino a fine campionato una media punti di 1,31 a partita, pagando però un calo nella tenuta atletica. 

La promozione in A per i pugliesi sfuma negli ultimi due turni. In penultima giornata i biancorossi ospitano in scontro diretto il Verona di Pozzan e Liedholm, che con 44 punti in classifica segue a due lunghezze di distanza - in quarta posizione - i galletti; questi, sostenuti da uno stadio gremito forniscono una prova generosa, e pur passando in vantaggio con Franco Galletti nei primi minuti, vengono poi rimontati, con un secondo tempo giocato con poca lucidità e infine perdendo l'incontro 1-2. Nell'ultima gara di campionato il Bari non va oltre l'1-1 con il Perugia in lotta per la permanenza (recuperando l'iniziale vantaggio umbro), mentre gli scaligeri battono di misura il Padova nel derby, ottenendo la promozione con un punto di vantaggio sulla formazione biancorossa al seguito di Palermo e Pisa.
I punti raccolti dal Bari furono 21 nel girone d'andata e 26 in quello di ritorno. Mujesan, con 19 marcature (una in meno rispetto alla stagione precedente, in Serie C) rimaneva il capocannoniere del torneo, il suo compagno Galletti si attestava a 12 gol messi a segno.

## Divise
Le divise per la stagione '67-'68 sono state le seguenti:
| Casa | Trasferta |

## Rosa
| N. |                   | Ruolo | Calciatore          |
| -- | ----------------- | ----- | ------------------- |
|    | Italia (bandiera) | P     | Gianni Colombo      |
|    | Italia (bandiera) | P     | Claudio Mantovani   |
|    | Italia (bandiera) | P     | Ferdinando Miniussi |
|    | Italia (bandiera) | D     | Pierluigi Armellini |
|    | Italia (bandiera) | D     | Bruno Bruschettini  |
|    | Italia (bandiera) | D     | Marcello Diomedi    |
|    | Italia (bandiera) | D     | Alberto Gambi       |
|    | Italia (bandiera) | D     | Pasquale Loseto     |
|    | Italia (bandiera) | D     | Benedetto Marino    |
|    | Italia (bandiera) | D     | Giancarlo Vasini    |
|    | Italia (bandiera) | D     | Giulio Zignoli      |

| N. |                   | Ruolo | Calciatore        |
| -- | ----------------- | ----- | ----------------- |
|    | Italia (bandiera) | C     | Nicola Bovari     |
|    | Italia (bandiera) | C     | Francesco Casisa  |
|    | Italia (bandiera) | C     | Claudio Correnti  |
|    | Italia (bandiera) | C     | Roberto De Paoli  |
|    | Italia (bandiera) | C     | Manlio Muccini    |
|    | Italia (bandiera) | C     | Francesco Volpato |
|    | Italia (bandiera) | A     | Bruno Cicogna     |
|    | Italia (bandiera) | A     | Agostino De Nardi |
|    | Italia (bandiera) | A     | Franco Galletti   |
|    | Italia (bandiera) | A     | Lucio Mujesan     |
|    | Italia (bandiera) | A     | Pierfranco Toschi |

## Calciomercato

### Sessione estiva[4]
| Arrivi | Arrivi            | Arrivi  | Arrivi            |
| R.     | Nome              | da      | Modalità          |
| ------ | ----------------- | ------- | ----------------- |
| P      | Gianni Colombo    | Torino  | definitivo        |
| P      | Claudio Mantovani | Milan   | prestito          |
| D      | Giancarlo Vasini  | Brescia | definitivo        |
| D      | Giulio Zignoli    | Milan   | compartecipazione |
| C      | Roberto De Paoli  | Mantova | definitivo        |

| Partenze | Partenze         | Partenze | Partenze   |
| R.       | Nome             | da       | Modalità   |
| -------- | ---------------- | -------- | ---------- |
| P        | Antonio Lonardi  | Como     | definitivo |
| D        | Mario Cantarelli | Pescara  | definitivo |
| C        | Antonio Buccione | Matera   | definitivo |
| C        | Angelo Carrano   | Mantova  | definitivo |
| A        | Angelo Carella   | Matera   | prestito   |

### Sessione autunnale (Novembre)[4]
| Arrivi | Arrivi              | Arrivi     | Arrivi            |
| R.     | Nome                | da         | Modalità          |
| ------ | ------------------- | ---------- | ----------------- |
| P      | Ferdinando Miniussi | Inter      | prestito          |
| D      | Marcello Diomedi    | Fiorentina | definitivo        |
| C      | Francesco Casisa    | Trapani    | definitivo        |
| C      | Manlio Muccini      | Bologna    | definitivo        |
| C      | Francesco Volpato   | Napoli     | compartecipazione |

| Partenze | Partenze          | Partenze | Partenze               |
| R.       | Nome              | a        | Modalità               |
| -------- | ----------------- | -------- | ---------------------- |
| P        | Claudio Mantovani | Milan    | fine antic.ta prestito |

## Risultati

### Serie B

#### Girone di andata
| 10 settembre 1967 1ª giornata | Padova | 2 – 1 | Bari |  |

| 17 settembre 1967 2ª giornata | Bari | 2 – 0 | Modena |  |

| 21 ottobre 1945 3ª giornata | Catania | 2 – 1 | Bari |  |

| 1º ottobre 1967 4ª giornata | Bari | 2 – 2 | Foggia & Incedit |  |

| 23 settembre 1951 5ª giornata | Pisa | 5 – 2 | Bari |  |

| 15 ottobre 1967 6ª giornata | Bari | 1 – 0 | Palermo |  |

| 22 ottobre 1967 7ª giornata | Bari | 1 – 2 | Reggina |  |

| 29 ottobre 1967 8ª giornata | Genoa | 2 – 0 | Bari |  |

| 5 novembre 1967 9ª giornata | Bari | 4 – 0 | Reggiana |  |

| 19 novembre 1967 11ª giornata | Lecco | 1 – 1 | Bari |  |

| 26 novembre 1967 12ª giornata | Novara | 1 – 0 | Bari |  |

| 3 dicembre 1967 13ª giornata | Bari | 1 – 0 | Venezia |  |

| 23 dicembre 1945 14ª giornata | Messina | 1 – 1 | Bari |  |

| 17 dicembre 1967 15ª giornata | Bari | 0 – 0 | Catanzaro |  |

| 24 dicembre 1967 16ª giornata | Monza | 1 – 1 | Bari |  |

| 31 dicembre 1967 17ª giornata | Bari | 1 – 0 | Potenza |  |

| 21 aprile 1946 18ª giornata | Livorno | 2 – 0 | Bari |  |

| 14 gennaio 1968 19ª giornata | Bari | 3 – 1 | Lazio |  |

| 21 gennaio 1968 20ª giornata | Verona | 1 – 1 | Bari |  |

| 28 gennaio 1968 21ª giornata | Bari | 4 – 1 | Perugia |  |

#### Girone di ritorno
| 4 febbraio 1968 22ª giornata | Bari | 2 – 0 | Padova |  |

| 11 febbraio 1968 23ª giornata | Modena | 2 – 2 | Bari |  |

| 18 febbraio 1968 24ª giornata | Bari | 1 – 0 | Catania |  |

| 25 febbraio 1968 25ª giornata | Foggia & Incedit | 1 – 1 | Bari |  |

| 3 marzo 1968 26ª giornata | Bari | 4 – 0 | Pisa |  |

| 10 marzo 1968 27ª giornata | Palermo | 1 – 1 | Bari |  |

| 17 marzo 1968 28ª giornata | Reggina | 1 – 0 | Bari |  |

| 24 marzo 1968 29ª giornata | Bari | 1 – 0 | Genoa |  |

| 31 marzo 1968 30ª giornata | Reggiana | 1 – 0 | Bari |  |

| 14 aprile 1968 32ª giornata | Bari | 3 – 1 | Lecco |  |

| 21 aprile 1968 33ª giornata | Bari | 1 – 0 | Novara |  |

| 28 aprile 1968 34ª giornata | Venezia | 0 – 0 | Bari |  |

| 5 maggio 1968 35ª giornata | Bari | 2 – 0 | Messina |  |

| 12 maggio 1968 36ª giornata | Catanzaro | 1 – 0 | Bari |  |

| 19 maggio 1968 37ª giornata | Bari | 3 – 2 | Monza |  |

| 26 maggio 1968 38ª giornata | Potenza | 0 – 2 | Bari |  |

| 2 giugno 1968 39ª giornata | Bari | 1 – 0 | Livorno |  |

| 9 giugno 1968 40ª giornata | Lazio | 1 – 2 | Bari |  |

| 16 giugno 1968 41ª giornata | Bari | 1 – 2 | Verona |  |

| 23 giugno 1968 42ª giornata | Perugia | 1 – 1 | Bari |  |

## Statistiche

### Statistiche di squadra
| Competizione | Punti | In casa | In casa | In casa | In casa | In casa | In casa | In trasferta | In trasferta | In trasferta | In trasferta | In trasferta | In trasferta | Totale | Totale | Totale | Totale | Totale | Totale | DR  |
| Competizione | Punti | G       | V       | N       | P       | Gf      | Gs      | G            | V            | N            | P            | Gf           | Gs           | G      | V      | N      | P      | Gf     | Gs     | DR  |
| ------------ | ----- | ------- | ------- | ------- | ------- | ------- | ------- | ------------ | ------------ | ------------ | ------------ | ------------ | ------------ | ------ | ------ | ------ | ------ | ------ | ------ | --- |
| Serie B      | 47    | 20      | 16      | 2       | 2       | 38      | 11      | 20           | 2            | 9            | 9            | 17           | 30           | 40     | 18     | 11     | 11     | 55     | 41     | +14 |
| Coppa Italia |       | 4       | 3       | 1       | 0       | 7       | 3       | 1            | 0            | 0            | 1            | 1            | 4            | 5      | 3      | 1      | 1      | 8      | 7      | +1  |
| Totale       |       | 24      | 19      | 3       | 2       | 45      | 14      | 21           | 2            | 9            | 10           | 18           | 34           | 45     | 21     | 12     | 12     | 63     | 48     | +15 |

### Statistiche dei giocatori
| Giocatore       | Serie B  | Serie B | Coppa Italia | Coppa Italia | Totale   | Totale |
| Giocatore       | Presenze | Reti    | Presenze     | Reti         | Presenze | Reti   |
| --------------- | -------- | ------- | ------------ | ------------ | -------- | ------ |
| P. Armellini    | 12       | 0       | 1            | 0            | 13       | 0      |
| N. Bovari       | 4        | 0       | 2            | 0            | 6        | 0      |
| B. Bruschettini | 1        | 0       | 1            | 0            | 2        | 0      |
| F. Casisa       | 16       | 1       | 2            | 0            | 18       | 1      |
| B. Cicogna      | 37       | 5       | 4            | 0            | 41       | 5      |
| G. Colombo      | 4        | -4      | 1            | 0            | 5        | -4     |
| C. Correnti     | 36       | 1       | 4            | 0            | 40       | 1      |
| A. De Nardi     | 36       | 5       | 4            | 1            | 40       | 6      |
| R. De Paoli     | 11       | 0       | 2            | 0            | 13       | 0      |
| M. Diomedi      | 31       | 2       | 2            | 0            | 33       | 2      |
| F. Galletti     | 33       | 12      | 4            | 0            | 37       | 12     |
| A. Gambi        | 2        | 0       | 2            | 0            | 4        | 0      |
| P. Loseto       | 5        | 0       | 2            | 0            | 7        | 0      |
| C. Mantovani    | 6        | -14     | 2            | -2           | 8        | -16    |
| B. Marino       | 11       | 0       | 2            | 0            | 13       | 0      |
| F. Miniussi     | 31       | -23     | 2            | -5           | 33       | -28    |
| M. Muccini      | 33       | 2       | 3            | 0            | 36       | 2      |
| L. Mujesan      | 37       | 19      | 5            | 6            | 42       | 25     |
| P. Toschi       | -        | -       | 2            | 1            | 2        | 1      |
| G. Vasini       | 36       | 0       | 4            | 0            | 40       | 0      |
| F. Volpato      | 21       | 6       | 2            | 0            | 23       | 6      |
| G. Zignoli      | 38       | 0       | 5            | 0            | 43       | 0      |